# Хорватское Загорье

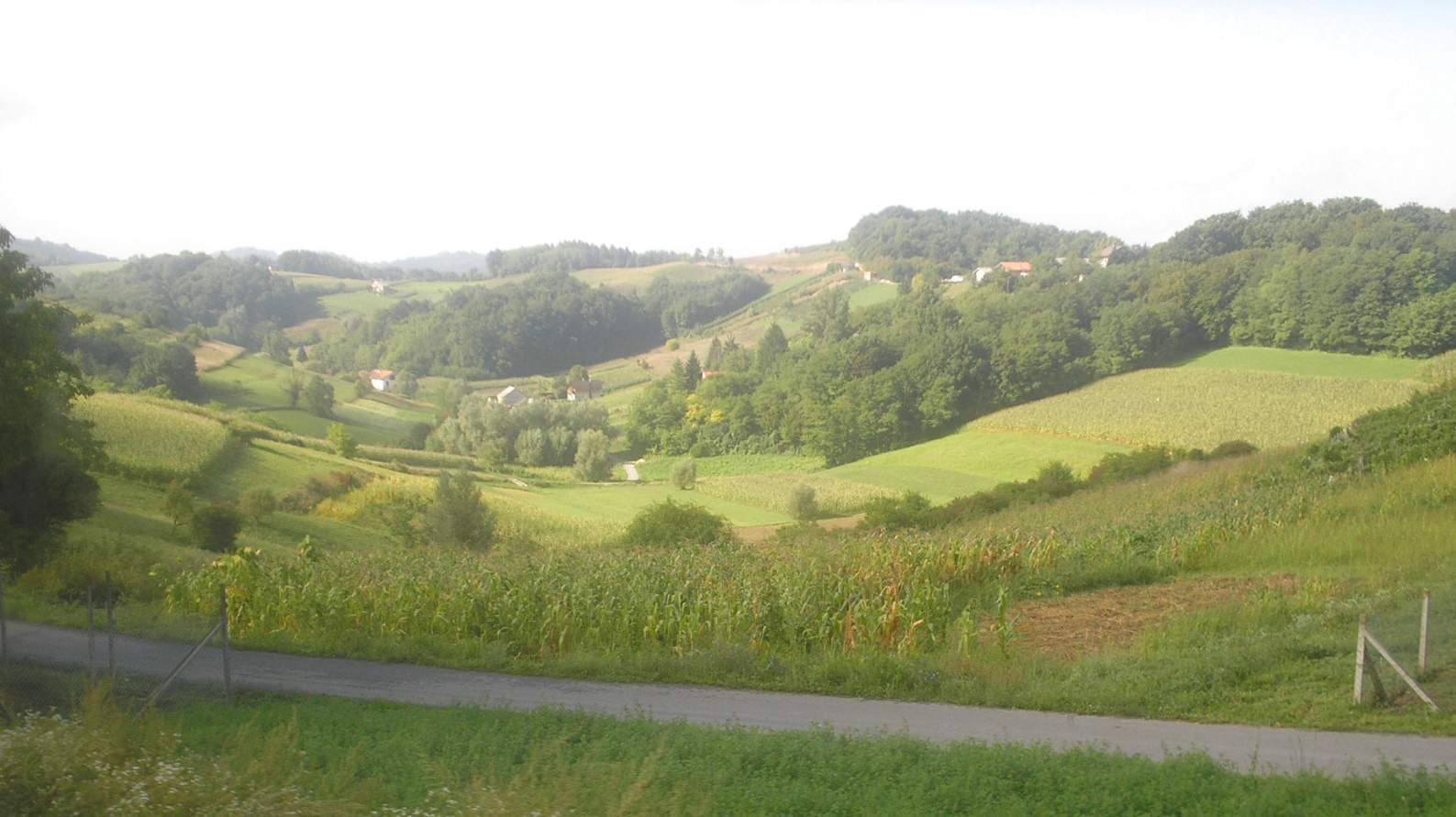
Типичный пейзаж Хорватского Загорья

Хорватское Загорье (хорв. Hrvatsko Zagorje) — исторический регион в северной части Хорватии, к северу от столицы страны, Загреба. В Хорватии чаще всего именуется просто «Загорье». Большая часть Загорья находится в жупании Крапина-Загорье и часть в жупании Вараждин. Регион ограничен с юга горной грядой Медведница, с северо-запада границей Словении, с севера и востока — Дравой и её обширной долиной, известной как Подравина.
Вся территория Загорья покрыта невысокими холмами. Большая их часть покрыта лесом, на склонах некоторых разбиты виноградники. Крупнейшие города — Вараждин, Иванец, Крапина и Лепоглава. Крупнейшая река — Бедня.
Загорье — привлекательное направление природного туризма. На территории региона находится ряд бальнеологических курортов возле горячих источников — самые известные расположены в городе Вараждинске-Топлице. Также здесь расположен ряд культурных достопримечательностей, таких как замок Тракошчан и крупнейший хорватский паломнический центр Мария-Бистрица. Город Крапина считается культурной столицей кайкавского диалекта хорватского языка, на котором говорит население региона. Ежегодно в Крапине проводится фестиваль кайкавской песни (хорв. festival kajkavske popevke).